# Handihal, Hangal
Handihal là một làng thuộc tehsil Hangal, huyện Haveri, bang Karnataka, Ấn Độ.